# Argelia (Valle del Cauca)
Argelia è un comune della Colombia facente parte del dipartimento di Valle del Cauca. 
L'abitato venne fondato da un gruppo di coloni provenienti da Antioquia nel 1904.